# Charles François Robert de Chevannes
Pour les articles homonymes, voir Chevannes.
Charles François Robert de Chevannes, né le 14 février 1737 à Moulins-Engilbert (Nièvre), et mort le 27 janvier 1823 à Lormes (Nièvre), est un militaire français.

## Biographie
Né à Moulins-Engilbert, Charles François Robert de Chevannes devient maréchal des logis des garde du corps du roi, appartenant à la Maison militaire du roi de France. Il commande les troupes de la garde du roi et lance au peuple en révolte qui pénètre dans le château de Versailles à 6 heures du matin le 6 octobre 1789, allant de porte en porte et arrivant à la chambre du roi : « Je suis le commandant du poste ; à moi appartient l'honneur de mourir le premier pour la défense du roi mais, pour Dieu, respectez ce bon prince qui ne veut que votre bien ». Ces paroles et sa contenance sauvèrent Louis XVI qui l'en remercia publiquement et le nomma colonel de la Garde constitutionnelle.
Il meurt dans sa demeure de Lormes le 27 janvier 1823.

## Grades
- Maréchal des Logis des garde du corps du roi ;
- Colonel de la Garde constitutionnelle.

## Décorations
- Chevalier de l'ordre de Saint-Louis.